# الذعر الأرجواني

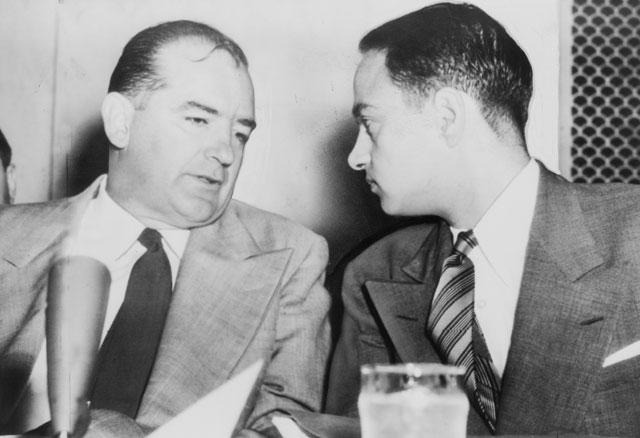

يشير الخوف الأرجواني (في الإنجليزية: lavender scare) إلى الحملة المناهضة للمثليين، وإلى عمليات التسريح الجماعية للأشخاص المثليين من حكومة الولايات المتحدة الأمريكية في الخمسينات من القرن العشرين، حيث ساهم وواكب ذلك الحملة المناهضة للشيوعية المعروفة بالمكارثية والخوف الأحمر الثاني، إذ اعتُبِر المثليون والمثليات مخاطرًا أمنيةً ومجموعةً من المتعاطفين مع الشيوعية، مما حرّض الدعوة إلى إبعادهم عن العمل الحكومي.
كتب السيناتور الأمريكي السابق آلان ك. سيمبسون: «إنّ ما يسمى بـ«الخوف الأحمر» كان المحور الرئيسي لمعظم المؤرخين في تلك الفترة الزمنية. ولكن العنصر الأقل شهرة... والذي أضر أشخاصًا أكثر بكثير هو الحملة التي أطلقها مكارثي وآخرين ضد المثليين».

## التسمية
اشتهر مصطلح الاضطهاد هذا من قبل كتاب ديفيد ك. جونسون لعام 2004 بعنوان «الخوف الأرجواني»، الذي درس الحملة المناهضة للمثليين جنسيًا خلال تلك الفترة، وقد استمد الكتاب عنوانه من عبارة «فتيان الخزامى» (في الإنجليزية: lavender lads)، الذي استخدم بشكل متكرر من قبل السيناتور «إيفريت ديركسين» كمرادف للمثليين الذكور.
```
قال ديركسين في عام 1952بأنّ فوز الجمهوريين في انتخابات تشرين الثاني/نوفمبر سيعني إزالة «فتيان الخزامى» من وزارة الخارجية، كما استخدمت هذه العبارة أيضًا من قبل مجلة كونفيدنشيال، وهي دورية معروفة بالحديث عن النشاط الجنسي للسياسيين ونجوم هوليوود البارزين. 
```

## التاريخ
في عام 1950 أي نفس العام الذي زعم فيه السيناتور جوزيف مكارثي أنّ 205 شيوعيًا كانوا يعملون في وزارة الخارجية، قال وكيل وزارة الخارجية جون بوريفوي إن وزارة الخارجية دعت 91 من المثليين بالاستقالة، وفي 19 أبريل 1950، قال الرئيس الجمهوري الوطني غي جورج غابريلسون: «المنحرفين الجنسيين الذين تسلّلوا إلى حكومتنا في السنوات الأخيرة ربما يكونون خطرين مثل الشيوعيين الفعليين». رغم ذلك، الخطر لم يكن فقط لأنهم كانوا مثليي الجنس، فقد اعتبر المثليون جنسيًا أكثر عرضة للابتزاز، وبالتالي يشكلون مخاطرًا أمنية.
وظّف مكارثي روي كوهن -الذي سيموت لاحقًا بسبب الإيدز، والذي اتُهم بكونه مثليًا جنسيًا مخبأً- ككبير مستشاريه في لجنته الفرعية في الكونغرس. كان مكارثي وكوهن معًا - بدعم متحمّس من رئيس مكتب التحقيقات الفيدرالي، ج. إدجار هوفر- مسؤولين عن تسريح عشرات من الرجال والنساء المثليين والمثليات من العمل الحكومي، وإسكات العديد من المعارضين باستخدام شائعات عن مثليتهم الجنسية، وفي عام 1953، خلال الأشهر الأخيرة من إدارة ترومان، ذكرت وزارة الخارجية أنّها سرحت 425 موظفًا بسبب ادعاءات مرتبطة بالمثلية الجنسية.
كثيرًا ما استخدم مكارثي اتهاماتٍ بالمثلية الجنسية كأسلوب تشهيري في حملته المناهضة للشيوعية، وغالبًا ما كان يجمع بين الخوف الأحمر الثاني والخوف الأرجواني، وفي إحدى المرات، ذهب إلى حد القول للمراسلين بأنه من يرغب بالوقوف ضده فعليه أن يكون إمّا شيوعيًا أو مثليًا، ويُعتَقد بأنّ ربط مكارثي الشيوعية والمثلية الجنسية وعدم التوازن النفسي، يعود لتطبيقه مغالطة الذنب بالارتباط عند نقص الأدلة على النشاط الشيوعي.

### الأمر التنفيذي 10450
وقع الرئيس دوايت دي. أيزنهاور في عام 1953 الأمر التنفيذي 10450، الذي وضع المعايير الأمنية للتوظيف الفيدرالي، ومنع المثليين جنسيًا من العمل في الحكومة الفيدرالية، وقد كانت القيود الموضوعة سببًا في تسريح المئات من الأشخاص المثليين قسرًا وطردهم من وزارة الخارجية، كما كان الأمر التنفيذي أيضًا سبب تسريح نحو 5000 شخص مثلي الجنس من العمل الفيدرالي؛ شمل ذلك متعاقدين خاصين، وأشخاص من القوات العسكرية. لم يفقد الضحايا وظائفهم فحسب، بل أجبروا على المجاهرة بميولهم أمام العامة.
استمر الأمر ساري المفعول حتى عام 1995 عندما ألغاه الرئيس بيل كلينتون ووضع سياسة «لا تسأل، لا تقل» للقبول بالمثليين في الجيش.

## ارتباط الشيوعية مع «التخريب»
كان يُنظر إلى كل من المثليين وأعضاء الحزب الشيوعي على أنهم عناصر تخريبية في المجتمع الأميركي، فقد كانوا يشتركون في نفس المثل المعادية للألوهية، وفي رفض الثقافة البرجوازية، وقيم الطبقة المتوسطة، وعدم الاتساق؛ كانوا يخططون ويتلاعبون، والأهم من ذلك، يضعون أجنداتهم الخاصة فوق الآخرين في نظر عامة السكان.
ربط مكارثي بين المثلية الجنسية والشيوعية بوصفهم «تهديدات لأسلوب الحياة الأمريكي»، كما رُبطَت المثلية الجنسية مباشرةً مع المخاوف الأمنية، إذ فُصِل العديد موظفي الحكومة بسبب توجهاتهم الجنسية المثلية أكثر من كونهم يميلون لليسار أو الشيوعية، وأشار جورج تشونسي إلى أن: «شبح المثلية الجنسية غير المرئي، كما شبح الشيوعية غير المرئي، سكن أمريكا في الحرب الباردة»، كما كان يُشار بشكل مستمر إلى المثلية الجنسية ليس باعتبارها مرضًا فحسب، وإنما غزوًا كذلك، بشكل يشبه الخطر المُتّصَوَّر من الشيوعية والمخربين.
وعلى نحو مماثل حاول السيناتور كينيث ويري التذرع بوجود صلة بين المثلية الجنسية ومعاداة القومية.
أسس العضو السابق في الحزب الشيوعي الأمريكي هاري هاي جمعية ماتاتشين، ولكنه استقال من الجمعية عندما أدانت العضوية سياساته باعتبارها تهديدًا للمنظمة التي أسسها.

### اللجنة الفرعية للتحقيقات
حققت هذه اللجنة الفرعية -التابعة للجنة النفقات في الإدارات التنفيذية- في الأعوام (1949-1952) وبقيادة السيناتور كلايد رورك هوي، في «توظيف المثليون جنسيًا في القوى العاملة الفدرالية»، كما ذكر تقرير ذو صلة معروف باسم «تقرير هوي»، أنّ جميع أجهزة الاستخبارات الحكومية «متفقة تمامًا على أنّ المنحرفين جنسيًا في الحكومة يشكلون مخاطرًا أمنيةً».

## الآراء المعاصرة حول المثلية الجنسية
كان لواشنطن العاصمة مجتمع كبير ونشط لمثليي الجنس، قبل أن يطلق مكارثي حملته المناهضة للمثليين، ولكن مع انتشار مناخ الحرب الباردة انتشرت الآراء السلبية حول المثليين، ولأن المواقف الاجتماعية تجاه المثلية الجنسية كانت سلبية بشكل كبير، وبسبب اعتبار الطب النفسي –آنذاك- المثلية الجنسية اضطرابًا نفسيًا، كان المثليون والمثليات عرضةً للابتزاز، الأمر الذي سيشكل خطرًا أمنيًا، حيث افترض مسؤولو الحكومة الأمريكية أنّ الشيوعيين سيبتزون الموظفين المثليين في الحكومة الفيدرالية لتزويدهم بمعلوماتٍ سريةٍ بدلًا من المخاطرة بالفضيحة.
خلص تقرير كريتندن لعام 1957 الصادر عن مجلس تحقيقات البحرية الأمريكي إلى أنه «لا يوجد أساس سليم للاعتقاد بأن المثليين يشكلون خطرًا أمنيًا»، كما انتقد تقرير هوي السابق قائلًا بأنّ فكرة تشكيل المثليين خطرًا أمنيًا بالضرورة، لا تدعمه بيانات حقيقية كافية.
ظل تقرير كريتندن سريًا حتى عام 1976، حيث زعم مسؤولو البحرية أنه لا يوجد سجل للدراسات حول المثلية الجنسية، لكن المحامين علموا بوجوده وحصلوا عليه من خلال طلب قانون حرية المعلومات، ومنذ أيلول/سبتمبر 1981، قالت البحرية أنها لا تزال غير قادرة على تلبية طلب الوثائق الداعمة للتقرير.
ووفقًا لجون لوغري، مؤلف لدراسة حول الهوية الجنسية المثلية في القرن العشرين: «تشير بعض الأحداث إلى كيف كانت تصبح أمريكا ممزقة نفسيًا في الخمسينات من القرن العشرين... من التداخل المفترض بين التهديد الشيوعي والمثلي».
كان البحث الذي قدمته إيفلين هوكر عام 1956، أول بحث يُجرى بدون عينة ملوثة (الرجال المثليين الذين عولجوا باعتبارهم مرضى نفسيين)، حيث بدد هذا البحث العلاقة الوهمية بين المثلية الجنسية والأمراض النفسية التي أقامتها البحوث السابقة التي أجريت بأخذ عينات ملوثة.
قدّمت هوكر 60 ملف نفسي غير مميز لثلاثة خبراء ليُقيّموها، فقد اختارت ترك تفسير نتائجها للآخرين لتجنب التحيز المحتمل، وفي النهاية لم يجد المقيّمون اختلافات بين أعضاء كل مجموعة. وقد أدت نتائجها التي تشير إلى أن المثلية ليست مرضًا إلى إزالة المثلية الجنسية في نهاية المطاف من الدليل التشخيصي والإحصائي للاضطرابات النفسية التابع للجمعية الأمريكية للطب النفسي.

## المقاومة
أصبح فرانك كاميني عاطلًا عن العمل بسبب ميوله الجنسية في عام 1957، وهو أحد الأعضاء الأوائل والأكثر تأثيرًا في حركات حقوق المثليين، حيث كان يعمل فلكيًا في خدمة الخرائط التابعة الجيش الأمريكي، ولكنه فُصِلِ عن عمله نتيجة الخوف الأرجواني، ولم يتمكن من إيجاد وظيفة أخرى في الحكومة الفيدرالية للولايات المتحدة مرة أخرى، وهذا ما جعل كاميني يُكرِّس حياته لحركة حقوق مثليي الجنس التي بدأها بطريقة ما، وفي عام 1965، قبل أربع سنوات من انتفاضة ستونوول، نظّم كاميني احتجاجًا أمام البيت الأبيض للإشارة إلى حقوق المثليين.
ووفقًا لليليان فادرمان، شكَّل مجتمع إل جي بي تي ثقافة فرعية خاصة به في هذا العصر، وهي ليست عبارة عن اختيار التوجه الجنسي فحسب، وإنّما التوجه الاجتماعي كذلك، فقد كانت جمعية ماتاتشين وبنات بيليتز، اللتان شكلتا الحركات المثلية في الولايات المتّحدة، قد حُدِّدَتا بطرق عديدة من المكارثية والخوف الأرجواني، فهذه المنظمات كانت سرية تخفي هوية أعضائها.

## الإرث
على الرغم من أن الأساس الرئيسي للمكارثية انتهى في منتصف الخمسينيات، عندما أدى حكم كول في يونغ عام 1956 إلى إضعاف القدرة على طرد الأشخاص من الحكومة الفيدرالية لأسباب تمييزية، ولكن الحركة التي ولد الخوف الأرجواني منها عاشت، فالأمر التنفيذي 10450 الذي لم يُلغى حتى عام 1995، استمر في منع المثليين من دخول الجيش.
ومن أشكال الخوف الأرجواني الأخرى التي استمرت هو لجنة التحقيق التشريعي في فلوريدا (FLIC)، والتي يشار إليها أيضًا باسم لجنة جونز، فقد تأسست هذه اللجنة عام 1956 بغرض التحقيق داخل ولاية فلوريدا وطرد المدرسين مثلي الجنس، فخلال سنوات نشاطها كانت مسؤولة عن طرد أكثر من 200 مدرس، ولم تُحَل حتى 1964بعد إصدارها الكتيب الأرجواني الذي سبب غضبً شعبيًا بسبب طبيعته الإباحية الفاضحة.
اعتذرت وزارة الخارجية رسميًا في كانون الثاني/يناير عام 2017.

## الوثائقيات
يروي فيلم الخوف الأرجواني -الذي أخرجه جوش هوارد- أحداث المرحلة مستندًا إلى كتاب ديفيد ك. جونسون، وللمساعدة في تمويل جمع جوش التبرعات، لينتهي الفيلم عام 2016 ويبدأ عرضه في مهرجانات الأفلام في جميع أنحاء البلاد.